# アクティブ防護システム
アクティブ防護システム（active protection system,APS）は、戦車などの装甲戦闘車両において、  積極的に敵の対戦車兵器を無効化するために開発された武器システム。

## 概要

ロシア製のAPS アリーナの動作概念図
1. 防御弾格納筒 2. レーダー 3. 防御弾の破裂 4. 飛来する対戦車誘導ミサイル 5. 探知波
図では1方向にのみ防御弾の破片が描かれているが、実際には周囲へも飛散する

広義のAPSは、飛来物による攻撃を受けた場合に、その弾がまだ空中にある間にこれを無力化するさまざまな装置全体を指し、多くは360度全周囲からの攻撃に対処するように設計されているが例外もある。広義ではこれを搭載する移動体、つまりプラットフォームの違いによって大別され、また、実現方法の大きな違いによっても2つに大別できる。
実現方法の違いによる分類の1つはソフトキル・システムであり、ジャミングやデコイによってミサイルの誘導システムを混乱させ、無力化するものである。もう1つはハードキル・システムであり、飛来する飛翔体を検知して物理的に破壊するものである。ソフトキルの方が技術的にもコスト的にも簡易である分、攻撃側に逆対応されやすい事や砲弾やRPGなどの非誘導兵器には無力である事から、ハードキルシステムの開発が活発になっている。
2008年にはタイム誌で2008年の発明品トップ50の8位に「APS」が選ばれた。

## 戦闘車両用APS
戦車などの装甲戦闘車両の装甲防御は、APFSDSなどの強力な戦車砲弾や対戦車ミサイルの進歩に対して、現状では大幅に立ち後れている。これは、装甲技術そのものの問題以上に、機動力など運用上の重量制限により許される装甲装備量が極めて限られた物になっている事が主な要因であり、特に近年の市街戦やゲリラ戦などにおいては車輌上面・後部の脆弱性が大きな問題となっている。そこで敵の攻撃その物を探知して無力化する事で、大きな重量増加を伴わずに全方位の防御を行えるAPSの有用性が謳われている。

### ソフトキル（誘導かく乱）型
車両用のソフトキル・システムは湾岸戦争時にイラク軍によって使用された。ソフトキル・システムの1つは、現在、ロシア製のTShU-1-7 シュトーラ1がロシアの戦車に装備されている。
なお、システムの構造上、RPG-7のような誘導装置を利用しない対戦車ロケットランチャーや無反動砲などに対しては全く効果が無い。ただし、これら無誘導の火器は誘導装置を持つものに比べて命中精度は大きく劣る。

### ハードキル（直接迎撃）型
ハードキル・システムはミリ波レーダーや他のセンサーによって接近する飛翔体が感知された瞬間に迎撃動作が開始される。飛来した弾を物理的に阻害するか破壊する事を狙って、1秒以下の短時間で対抗する飛翔体が発射される。例えばイスラエル製のトロフィーやアイアンフィスト、米国製のクイックキル、ソ連/ロシア製のドロースト（恐らく実用としては世界初のシステム）や、アリーナ、ヨーロッパIBD製AMAP-ADSである。
こういった戦闘車両用のハードキルAPSは、飛来する敵弾を空中で正確に撃墜する困難さだけでなく、その敵弾をなるべく遠くの位置で感知するためのセンサーとして常時レーダー波やレーザー波を放射すれば、敵へ自らの位置を広く知らせてしまうという問題もあり、これらの放射波を出すアクティブ・センサーに代わって、赤外線、可視光、紫外線、音響といった信号を出さないパッシブ・センサーで遠距離高速飛翔物を感知する技術が求められている。また、擲弾のような破片効果によって迎撃する場合には、鳥などの飛翔を誤認した場合などの僚車や随伴歩兵を含む周囲への付随被害も懸念される。
21世紀初頭現在は、今ある技術で実現可能な兵器として比較的低速で飛翔する携帯型対戦車ミサイルの迎撃を行なえるAPSの実用化が進んでおり、さらに高速な戦車砲弾や運動エネルギー型対戦車ミサイルに対する防御や、車輌単体でなく車輌隊列全体を防御する大規模なシステムの開発なども行われている。アメリカ陸軍では飛来するロケット弾や迫撃砲弾を空中で迎撃する兵器群「Counter-RAM」を開発中である。
装甲車やソフトスキン（非装甲車輌）搭載用のより小型軽量で低コストなシステムも求められており、例としてRWS（車内から操作できるロボット銃座）に自動的に敵の攻撃音に反応して迎撃する機能を持たせた物や、センサー部に速度違反取締り用のスピードガンを応用した物なども研究開発されている。
アクティブ防御システムに対抗する兵器も開発されている。ロシアでは、APSを誤作動させる囮のロケット弾を発射した直後にメイン弾頭を発射する二段構えの対戦車ロケットランチャー、RPG-30を開発、2012年より配備している。

#### 代表的な戦闘車両用APS
トロフィーイスラエルのラファエルが開発したAPS。メルカバ戦車や、ナメル装甲車、アメリカ陸軍のストライカー装甲車等に搭載される。
アイアンフィストイスラエルのIMIが開発したAPS。エイタン装輪装甲車に搭載される。
アリーナロシアのKBマシノストロイェニヤが開発したAPS。T-80U戦車、BMP-3歩兵戦闘車に搭載される。
- アフガニート  :ロシアのKBPトゥーラ器械製造設計局が開発したAPS。T-14戦車、T-15歩兵戦闘車に搭載される。

## 航空機用APS
21世紀現在の航空機に対する最大の脅威は敵戦闘機や地上から発射される対空ミサイルである。対航空機用のミサイルは直撃せずともその破片効果によって目標機に重大な損傷を与えることができるため、対空機関砲のような射程も速度も命中精度も低い兵器では効果的な迎撃は不可能である。飛来するミサイルをレーザーによって撃ち落す構想もあるが、弾体を破壊するに十分な出力を持ったレーザー発振装置を航空機に搭載する技術はもっぱら研究途上であり、航空機用のハードキル・システムは今のところ存在しないと云える。
一方で航空機用のソフトキル手段は多様であり、フレア、チャフをはじめとして、電子的に誘導を妨害するECMも既に軍需技術としては一般化しており、赤外線誘導ミサイルや火器管制装置等の光学センサーを無力化する事により光学的に誘導を妨害する指向性エネルギー兵器であるレーザー照射技術はAN/ALQ-144や汎用赤外線妨害計画の一環として指向性赤外線妨害装置が既に配備の段階にある。民間航空機用では民間航空機ミサイル保護システムとしてフライト・ガードやノースロップ・グラマン・ガーディアンのような赤外線誘導ミサイルの追尾装置を無力化する装置が開発されている。
航空機用のこういったソフトキル兵器はAPSと呼ばれるよりも、カウンターメジャー（Countermeasure、カウンターメイジャー、対抗手段）と呼ばれるのが普通である。

## 艦艇用APS
戦闘用艦艇は以前から、小中口径機関砲弾（12.7-76mm）や誘導ミサイルによって接近するミサイルを破壊するハードキル・システムを備えていた。
代表的にはCIWS（Close-in weapon system、近接防御火器システム）があり、また、短射程ミサイルも対艦巡航ミサイルの迎撃に使用される。例えば、アメリカ製のファランクス、オランダ製のゴールキーパー、ロシア製のカシュタン（Kashtan）、AK-630、米独共同製のRAM、イギリス製のシーウルフ、中国製の730型、スイス製のシーゼニス(Sea Zenith)などがある。
艦艇用のこういったハードキル兵器は火砲・レーダー・制御装置がユニット化され、一連の動作も自動化されている。普通はAPSではなく個艦防御システムと呼ばれる。
艦艇用のソフトキル・システムにはフレア、チャフ、ECMがある。
魚雷への対抗手段としては囮魚雷などのデコイが中心であるが、魚雷の信管に衝撃波を当て誤作動させる構想もある。